# Lomgöl (Oppeby socken, Östergötland)
Lomgöl är en sjö i Kinda kommun i Östergötland och ingår i Motala ströms huvudavrinningsområde.